# Auximella spinosa
Auximella spinosa là một loài nhện trong họ Amaurobiidae.
Loài này thuộc chi Auximella. Auximella spinosa được Cândido Firmino de Mello-Leitão miêu tả năm 1926.